# Antonio Steimbach
Antonio Steimbach (n. 4 de julio de 1974) es un exfutbolista profesional brasileño, se desempeñaba en el terreno de juego como defensa central y su club de retiro fue el Sport Club Guaraní de la Segunda División de Venezuela. 

## Clubes
| Club                          | País      | Año       |
| ----------------------------- | --------- | --------- |
| Mineros de Guayana            | Venezuela | 1998–2003 |
| Deportivo Táchira Fútbol Club | Venezuela | 2003–2004 |
| Carabobo FC                   | Venezuela | 2004-2009 |
| Atlético Venezuela            | Venezuela | 2009–2011 |
| Sport Club Guaraní            | Venezuela | 2011–2012 |

## Palmarés
- Participó en el primer Juego de las Estrellas del fútbol de Venezuela se celebró el 31 de enero de 2007 en Caracas, con una selección de jugadores locales y otra de jugadores extranjeros.
- Campeón de Segunda División de Venezuela 2009-2010